# Lobogonodes
Lobogonodes is een geslacht van vlinders van de familie spanners (Geometridae), uit de onderfamilie Larentiinae.

## Soorten
- L. complicata Butler, 1879
- L. erectaria Leech, 1897
- L. multistriata Butler, 1889
- L. permarmorata Bastelberger, 1909
- L. porphyriata Moore, 1888
- L. taiwana Wileman & South, 1917